# Vertanden
Vertanden is het vingervormig in elkaar grijpen van twee aardlagen die gelijktijdig maar meestal in een verschillende facies zijn afgezet.
Een voorbeeld van vertanding van verschillende facies wordt gegeven door een rivier die in zee uitstroomt en daar een delta vormt. Binnen het gebied van de delta kan op een bepaalde plaats sediment door de rivier worden afgezet. Als de rivier zijn loop verlegt kan op die plaats de zee weer toegang krijgen en worden daar mariene sedimenten afgezet. Dit proces kan zich verschillende keren herhalen en het over en weer uitbreiden en terugtrekken leidt tot vertanding van de riviersedimenten met die van de zee.
Een voorbeeld van gelijke facies is te vinden in het samenvloeiingsgebied van twee rivieren met duidelijk onderscheidbare sedimenten door de verschillende herkomst ervan.